# 菲茨威廉 (新罕布什爾州)
菲茨威廉（英語：Fitzwilliam）是一個位於美國新罕布什爾州切希爾縣的鎮。

## 人口
根據2020年美國人口普查的數據，菲茨威廉的面積為93.30平方千米，當中陸地面積為89.70平方千米，而水域面積為3.60平方千米。當地共有人口2351人，而人口密度為每平方千米25人。